# رود آمگوئما
رود آمگوئما (روسی: Амгуэ́ма) یک رودخانه در ناحیه خودگردان چوکوتکای کشور روسیه است.